# Jörg Becker (Wirtschaftsinformatiker)
Jörg Becker (* 27. Januar 1959 in Köln) ist ein deutscher Professor und Forscher auf dem Gebiet der Wirtschaftsinformatik und des Informationsmanagements. Er ist der Inhaber des Lehrstuhls für Wirtschaftsinformatik und Informationsmanagement an der Universität Münster.

## Leben
Jörg Becker absolvierte sein Studium der Betriebswirtschaftslehre an der Universität des Saarlandes. Er schloss sein Studium im Jahr 1982 als Diplom-Kaufmann ab. Von 1980 bis 1981 studierte er zudem Betriebs- und Volkswirtschaftslehre an der University of Michigan in Ann Arbor, USA. Im Jahr 1987 promovierte Becker an der Wirtschaftswissenschaftlichen Fakultät der Universität des Saarlandes mit einer Dissertation zum Thema „Architektur eines EDV-Systems zur Materialflusssteuerung“. Seine Habilitation erfolgte im Jahr 1990 mit dem Thema „Die Integration in CIM-Systemen – Notwendigkeit und Realisierungsmöglichkeiten der EDV-gestützten Verbindung betrieblicher Bereiche“.

## Beruflicher Werdegang
Seit April 1990 ist Jörg Becker als Universitätsprofessor (C4) tätig und seit 2004 Geschäftsführender Direktor des Instituts für Wirtschaftsinformatik an der Universität Münster. Von 2008 bis 2016 war er zudem Prorektor für Strategische Planung und Qualitätssicherung an der Universität. Becker ist Gastprofessor an verschiedenen internationalen Universitäten, darunter die University of Alabama in Tuscaloosa, USA; die University of Tartu in Estland; die Vienna Business School in Österreich; die Higher School of Economics in Moskau, Russland; und die Business School Turku in Finnland. Er ist auch Akademischer Direktor des European Research Center for Information Systems (ERCIS).

## Forschung und Lehre
Beckers Forschungsschwerpunkte sind Informationsmanagement, Informationsmodellierung, Datenmanagement, Logistik, Handelsinformationssysteme, Strategische IT-Management-Beratung, E-Government, Prozessorientierte Verwaltungsmodernisierung (mit der PICTURE-Methode), Projekte mit Industrie-, Service- und Handelsunternehmen. Insbesondere für letztere hat er das Referenzmodell Handels-H entwickelt, mit dessen Hilfe sich die Prozesse innerhalb eines solchen Unternehmens erstmals in geschlossener Form abbilden lassen.

## Mitgliedschaften und Aktivitäten
Jörg Becker ist Mitglied in verschiedenen nationalen und internationalen Gremien und Organisationen. Seit 2015 ist er Mitglied der Plattform „Digitale Verwaltung und öffentliche IT“ im Rahmen des Nationalen Digital-Gipfels. Von 2014 bis 2017 war er Mitglied im Beirat „Digitale Wirtschaft NRW“. Er wurde 2013 zum Fellow der Gesellschaft für Informatik (GI) ernannt und ist seit 2012 Mitglied im Nationalen E-Government Kompetenzzentrum (NEGZ) e.V. Dort ist er seit 2017 Mitglied im Vorstand und Vorsitzender des Ausschusses für Forschung und Projekte. Becker ist zudem seit 2009 Department-Editor des Journals „Business and Information Systems Engineering“ für das Department Prozessmanagement. Er ist Mitglied der Nordrhein-Westfälischen Akademie der Wissenschaften und war von 2006 bis 2012 wissenschaftliches Mitglied der Kommission für IT-Infrastruktur (KfR) der Deutschen Forschungsgemeinschaft (DFG). Des Weiteren ist er Editor-in-Chief des Journals „Information Systems and e-Business Management (ISeB)“ und war von 2001 bis 2012 Editor des Business Process Management Journals. Becker war auch Sprecher des Fachbereichs Wirtschaftsinformatik innerhalb der Gesellschaft für Informatik e.V. (GI) und Mitglied des Präsidiums der GI. Er ist Mitglied der Association for Information Systems (AIS) und des Verbands der Hochschullehrer für Betriebswirtschaftslehre e.V. (VHB).

## Ehrungen und Auszeichnungen (Auswahl)
- 2018 – Rektorat der Universität Münster – Transferpreis der Westfälischen Wilhelms-Universität Münster 2017/2018
- 2017 – IFIP EGOV-EPART Konferenz 2017, Sankt Petersburg, Russland – Nominierung Best Paper Award „The most compelling, critical research reflection“
- 2017 – 13. Internationale Tagung Wirtschaftsinformatik, St. Gallen, Schweiz (WI2017) – Best Prototype Award
- 2015 – University of Turku – Ehrendoktor der Universität Turku
- 2013 – Voronezh State University – Ehrendoktor der Voronezh State University – ausgesetzt aufgrund des Krieges in der Ukraine
- 2011 – National Research University Higher School of Economics (NRU-HSE) – Ehrenprofessor der National Research University Higher School of Economics (NRU-HSE) – ausgesetzt aufgrund des Krieges in der Ukraine
- 2010 – Rektorat der Universität Münster – Transferpreis 2009/2010 der Universität Münster
- 2007 – Nordrhein-Westfälische Akademie der Wissenschaften und der Künste – Aufnahme als ordentliches Mitglied in die Nordrhein-Westfälische Akademie der Wissenschaften und der Künste

## Monographien
- mit Michael Rosemann: Logistik und CIM. Die effiziente Material- und Informationsflußgestaltung im Industrieunternehmen, Springer, Berlin und Heidelberg 1993, ISBN 978-3-540-57146-9.
- mit Heinz Lothar Grob und Wolfgang von Zwehl: Münsteraner Fallstudien zum Rechnungswesen und Controlling, Oldenbourg, München und Wien 1996, ISBN 978-3-48623134-2.
- mit Michael Rosemann und Reinhard Schütte (Hrsg.): Referenzmodellierung. State-of-the-Art und Entwicklungsperspektiven, Springer, Berlin und Heidelberg 1999, ISBN 978-3-7908-1149-0.
- mit Wolfgang Uhr und Oliver Vering: Integrierte Informationssysteme in Handelsunternehmen auf der Basis von SAP-Systemen, Springer, Berlin und Heidelberg 2000, ISBN 978-3-540-65536-7 (englisch: Retail Information Systems Based on SAP Products).
- mit Ralf Knackstedt (Hrsg.): Wissensmanagement mit Referenzmodellen. Konzepte für die Anwendungssystem- und Organisationsgestaltung, Springer, Berlin und Heidelberg 2002, ISBN 978-3-7908-1514-6.
- mit Holger Luczak (Hrsg.): Workflowmanagement in der Produktionsplanung und -steuerung. Qualität und Effizienz der Auftragsabwicklung steigern, Springer, Berlin und Heidelberg 2003, ISBN 978-3-540-00577-3.
- mit Reinhard Schütte: Handelsinformationssysteme. Domänenorientierte Einführung in die Wirtschaftsinformatik, 2. Aufl., Redline, Frankfurt am Main 2004, ISBN  978-3-47825590-5.
- mit Oliver Vering, Axel Winkelmann: Softwareauswahl und -einführung in Industrie und Handel. Vorgehen bei und Erfahrungen mit ERP- und Warenwirtschaftssystemen Springer Verlag, Berlin und Heidelberg 2007, ISBN 978-3-540-47424-1.
- mit Lars Algermissen und Thorsten Falk: Prozessorientierte Verwaltungsmodernisierung. Prozessmanagement im Zeitalter von E-Government und New Public Management, 2. Aufl., Springer, Berlin und Heidelberg 2009, ISBN 978-3-642-00216-8.
- mit Christoph Mathas und Axel Winkelmann: Geschäftsprozessmanagement, Springer, Berlin und Heidelberg 2009, ISBN 978-3-540-85153-0.
- Vermarktung hybrider Leistungsbündel. Das ServPay Konzept, Springer, Berlin und Heidelberg 2010, ISBN 978-3-642-12829-5.
- mit Ralf Knackstedt, Oliver Müller und Axel Winkelmann: Vertriebsinformationssysteme. Standardisierung, Individualisierung, Hybridisierung und Internetisierung, Springer, Berlin und Heidelberg 2010, ISBN 978-3-642-11858-6.
- mit Martin Kugeler, Michael Rosemann (Hrsg.): Prozessmanagement. Ein Leitfaden zur prozessorientierten Organisationsgestaltung, 7. Aufl., Springer Gabler, Berlin und Heidelberg 2012, ISBN 978-3-642-33843-4.
- Service Design. Mit der Quadromo-Methode von der Idee zum Konzept, Springer Gabler, Berlin und Heidelberg 2015, ISBN 978-3-662-46580-6.
- mit Oleg Kozyrev, Eduard Babkin, Victor Taratukhin, Natalia Aseeva: Emerging Trends in Information Systems. Recent Innovations, Results and Experiences, Springer, Cham 2016, ISBN 978-3-319-23927-9.
- mit Axel Winkelmann: Handelscontrolling. Optimale Informationsversorgung mit Kennzahlen, 4. Aufl., Springer Gabler, Berlin und Heidelberg 2019, ISBN 978-3-662-56833-0.
- mit Daniel Beverungen, Martin Winter, Sebastian Menne (Hrsg.): Umwidmung und Weiterverwendung von Traktionsbatterien. Szenarien, Dienstleistungen und Entscheidungsunterstützung, Springer Vieweg, Wiesbaden 2019, ISBN 978-3-658-21021-2.
- mit Daniel Beverungen, Andera Gadeib und Gertrud Schmitz (Hrsg.): Interaktive Einkaufserlebnisse in Innenstädten. Digitale Dienstleistungen mit der smartmarket²-Plattform, Springer Gabler, Berlin und Heidelberg 2022, ISBN 978-3-662-65813-0.